# Susan Francia
Susan Francia (Szeged, 8 de novembro de 1982) é uma remadora dos Estados Unidos, medalhista de ouro nos Jogos Olímpicos de Verão de 2008 e 2012 na prova de oito com timoneiro. Sua mãe é Katalin Karikó.
Em outubro de 2009, Francia posou nua para a revista americana ESPN The Body Issue.